# 松下和則
松下 和則（まつした かずのり、1919年3月3日 - 2007年11月9日）は、フランス文学者、東京大学名誉教授。

## 生涯
父の任地、現在の青森県弘前市に生まれ、翌年東京に移転。第一高等学校理科から、1941年東京帝国大学理学部物理学科を繰り上げ卒業、1942年同地震研究所助手、1943年同文学部仏文科に入学し、1946年卒業。大学院研究生を経て1951年中央大学助教授、1954年東京大学教養学部助教授、1967年教授、1979年定年退官、名誉教授。上智大学教授を務め1984年退職。1981年から1985年まで日本フランス語フランス文学会会長、1984年フランス政府より教育功労章を授与される。1992年勲三等旭日中綬章。
ヴィクトル・ユゴーなどフランス・ロマン派を専門とした。大修館書店の『スタンダード佛和辞典』など仏和辞典の編纂にも携わった。

## 著書
- 新編フランス文典 山田爵、梅原成四、平井啓之共著 第三書房 1957
- 往時茫々 松下和則遺文集 松下克子 2008.11。私家版

### 翻訳
- 信者の言葉 ラ・ムネー 創芸社（人生論叢書） 1948
- 赤い封蝋 アルフレッド・ド・ヴィニー 筑摩書房 1949
- ノートル・ダム・ド・パリ ユゴー
各・辻昶共訳「世界文学全集」河出書房 1950 
改訂「ヴィクトル・ユゴー文学館」潮出版社 2000／岩波文庫 上下、1956-57、改訂2016
  - ノートル・ダムのせむし男 河出書房 1957 単行判
- 軍隊の屈従と偉大 アルフレッド・ド・ヴィニー 世界文学大系第25 筑摩書房 1961
- 黒いチューリップ デュマ 世界の文学 中央公論社 1964
- サン＝マール ヴィニー 世界文学全集第18 筑摩書房 1967
- モンテ＝クリスト伯 アレクサンドル・デュマ 松下彩子共訳 世界文学全集 全3巻 集英社 1980
- 聖書の世界 ガブリエル・メランベルジェ 全4巻（編注）朝日出版社 1985-1986